# Artischocken
Die Artischocken (Cynara) sind eine Pflanzengattung in der Familie der Korbblütler (Asteraceae). Die Arten haben ihre Areale im Mittelmeerraum, Makaronesien und in Vorderasien.
Am bekanntesten ist die Art Cynara cardunculus L., da aus dieser die beiden als Gemüse genutzten Sortengruppen Artischocke und Cardy entstanden sind.

## Beschreibung
Artischocken sind distelartige, kräftige, ein- bis mehrjährige krautige Pflanzen, die Wuchshöhen von 50 bis 250 cm erreichen. Die Laubblätter sind zusammengesetzt und haben einen dornigen Blattrand.

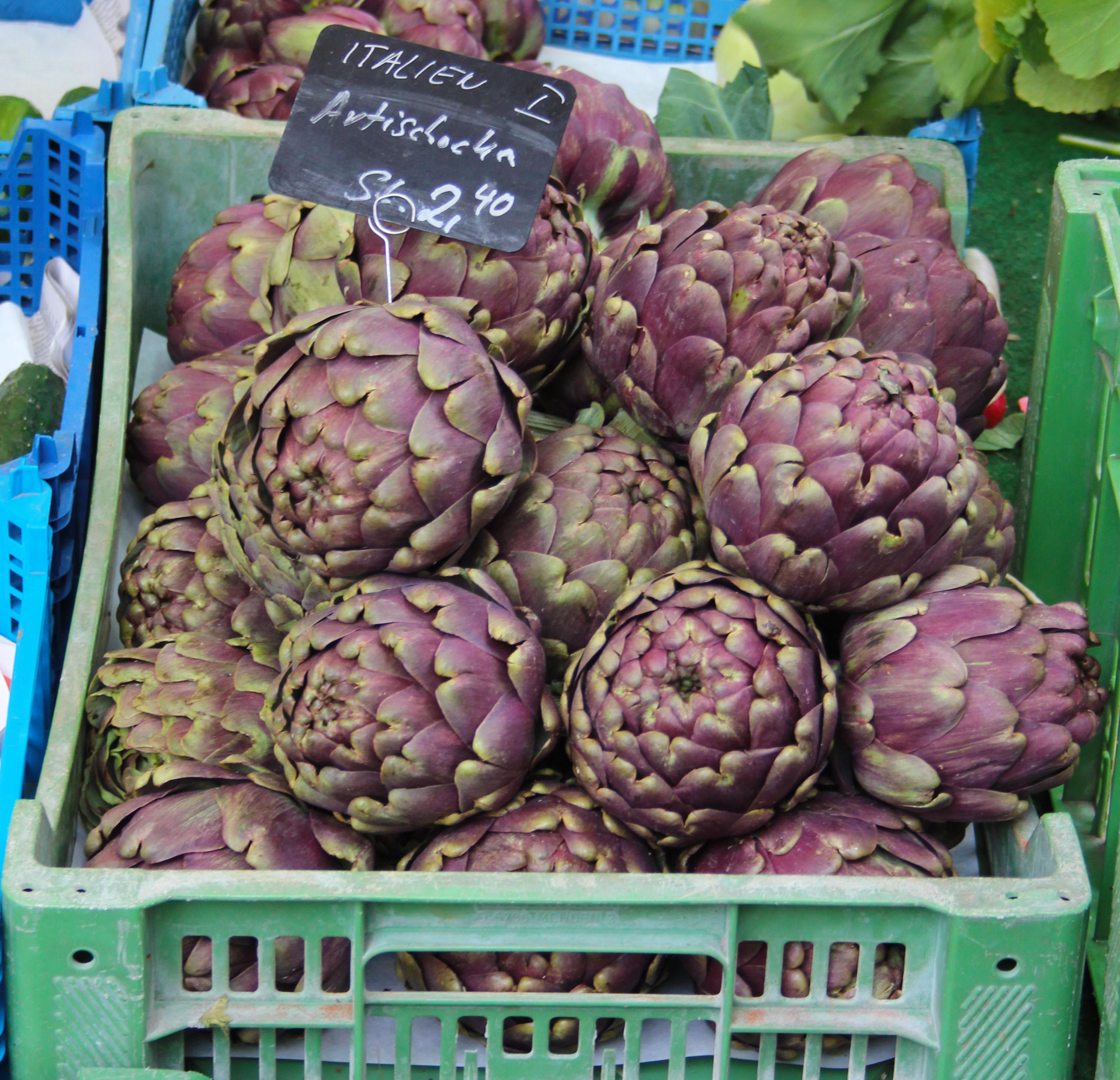
Kiste mit Artischocken auf einem Markt

Die großen, körbchenförmigen Blütenstände enthalten nur Röhrenblüten. Die vielen Hüllblätter stehen in fünf bis mehr als acht Reihen. Die radiärsymmetrischen Röhrenblüten sind weiß, rosa bis violett.
Die Früchte sind Achänen mit mehr oder weniger fünfkantig mit fallschirmartigem Pappus aus drei bis sieben Reihen an ihrer Basis verwachsenen Haaren.

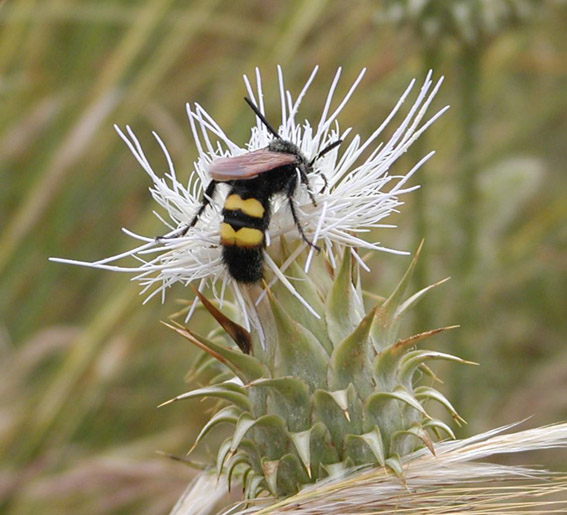
Cynara baetica

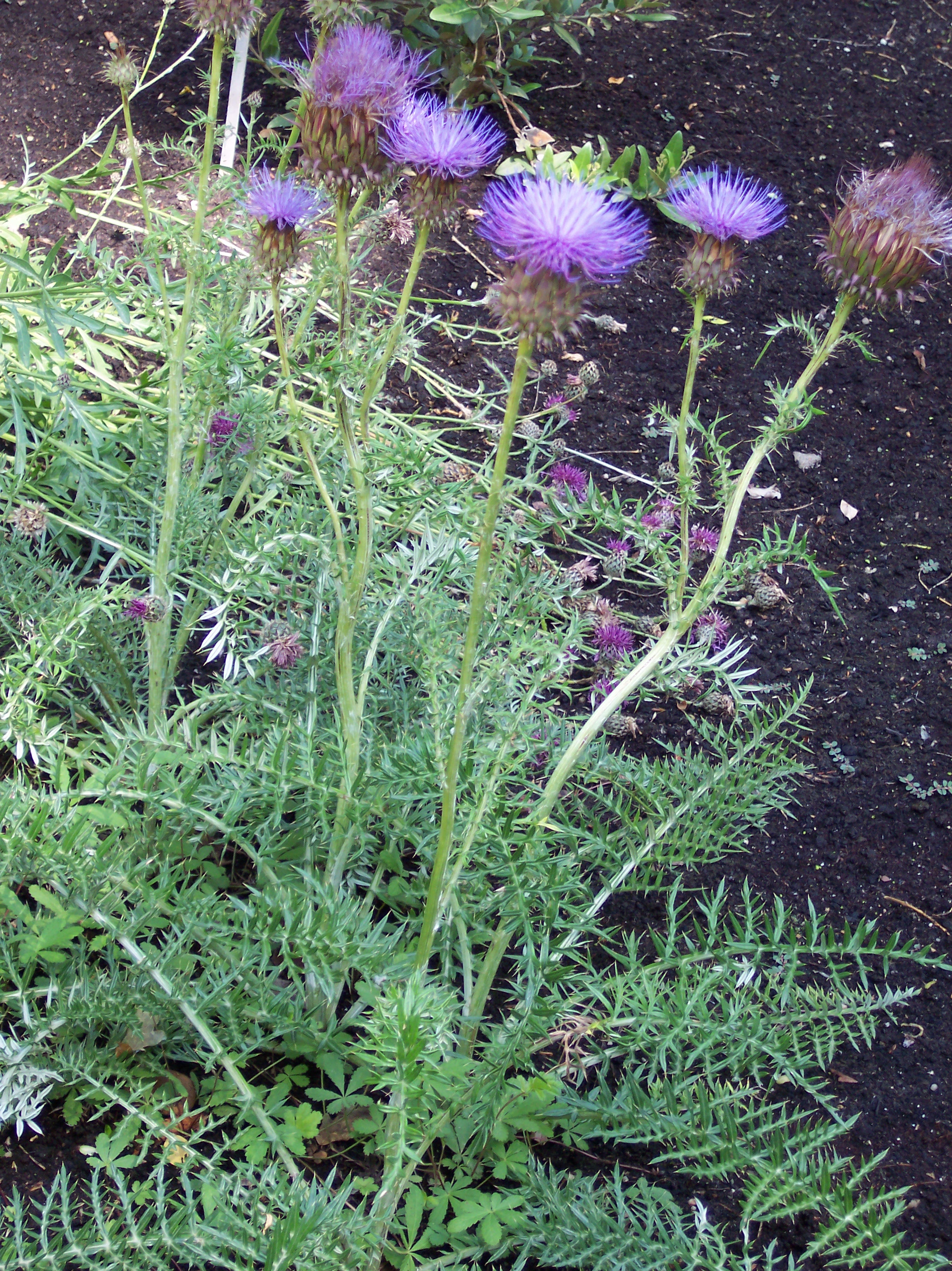
Cynara humilis

## Systematik
Die Erstveröffentlichung der Gattung Cynara erfolgte 1753 durch Carl von Linné in Species Plantarum. Die Gattung Cynara gehört zur Subtribus Carduinae aus der Tribus Cynareae in der Unterfamilie der Asteroideae innerhalb der Familie der Korbblütler (Asteraceae).
Es gibt etwa zehn Arten in der Gattung der Artischocken (Cynara):
- Cynara algarbiensis Mariz: Sie ist auf der Iberischen Halbinsel beheimatet.
- Cynara auranitica Post: Die Heimat ist der Nahe Osten ostwärts bis Westiran[3] und die Türkei.
- Cynara baetica (Spreng.) Pau (Syn.: Cynara alba DC., Cynara hystrix Ball): Mit zwei Unterarten:
  - Cynara baetica (Spreng.) Pau subsp. baetica in Spanien.
  - Cynara baetica subsp. maroccana Wiklund in Marokko.
- Cynara cardunculus L.: ursprünglich wohl im westlichen Mittelmeergebiet, auch im östlichen Mittelmeergebiet und als invasive Pflanze in Kalifornien, Südamerika, Südafrika und Australien eingebürgert. Stammart der Kulturformen Artischocke und Cardy. Mit den Unterarten:
  - Cynara cardunculus L. subsp. cardunculus (Syn.: Cynara corsica Viv., Cynara horrida Aiton, Cynara sylvestris Lam.)
  - Cynara cardunculus ssp. flavescens Wiklund: Vorkommen in Nordafrika, auf der Iberischen Halbinsel, in Italien und in Makaronesien.
  - Artischocke (Cynara cardunculus subsp. scolymus (L.) Hegi, Syn.: Cynara scolymus L.)
  - Cynara cardunculus subsp. zingaroensis (Raimondo & Domina) Raimondo & Domina: Sie kommt auf Sizilien vor.
- Cynara cornigera Lindl.: Heimat ist Libyen, Ägypten, Griechenland mit Kreta und Ostägäischen Inseln sowie Zypern.
- Cynara cyrenaica Maire & Weiller: Heimat ist Libyen und Kreta.
- Cynara humilis L.: Heimat ist die Iberische Halbinsel, Marokko und Algerien.
- Cynara makrisii Hand & Hadjik.: Heimat ist Zypern.
- Cynara syriaca Boiss.: Heimat ist der Nahe Osten und Zypern.
- Cynara tournefortii Boiss. & Reut.: Heimat ist die Iberische Halbinsel und Marokko.